# ASV Cham
Der ASV Cham (vollständiger Name: Allgemeiner Sportverein Cham 1863 e. V.) ist ein Sportverein aus Cham. Der Verein hat über 3402 Mitglieder in 24 Abteilungen und 28 Sportarten (Stand: 1. März 2019). Die erste Fußballmannschaft spielt in der Bayernliga. Zwischen 1950 und 1962 gehörte die Mannschaft der damals zweitklassigen II. Division Süd an.

## Vereinsgeschichte
Am 7. Dezember 1863 wurde mit dem TV Cham die Urzelle des heutigen Vereins gegründet. Im Jahre 1869 wurde der Verein an die Freiwillige Feuerwehr Cham angeschlossen. Am 12. Juli 1880 kam es zur Neugründung des TV Cham, die im Jahre 1919 eine Fußballabteilung gründete. 1925 trat der SC Olympia Cham dem Verein bei. Die Fußballabteilung wurde im Jahre 1927 als FC Chambia Cham eigenständig, kehrte aber schon 1930 zum Mutterverein zurück. Mit dem Ende des Zweiten Weltkrieges wurde der TV Cham aufgelöst. Am 1. April 1946 wurde mit dem FC Cham ein Nachfolgeverein gegründet, dem am 15. Juli 1947 ehemalige Mitglieder des TV Cham beitraten, woraufhin der Verein seinen heutigen Namen annahm.

## Fußball

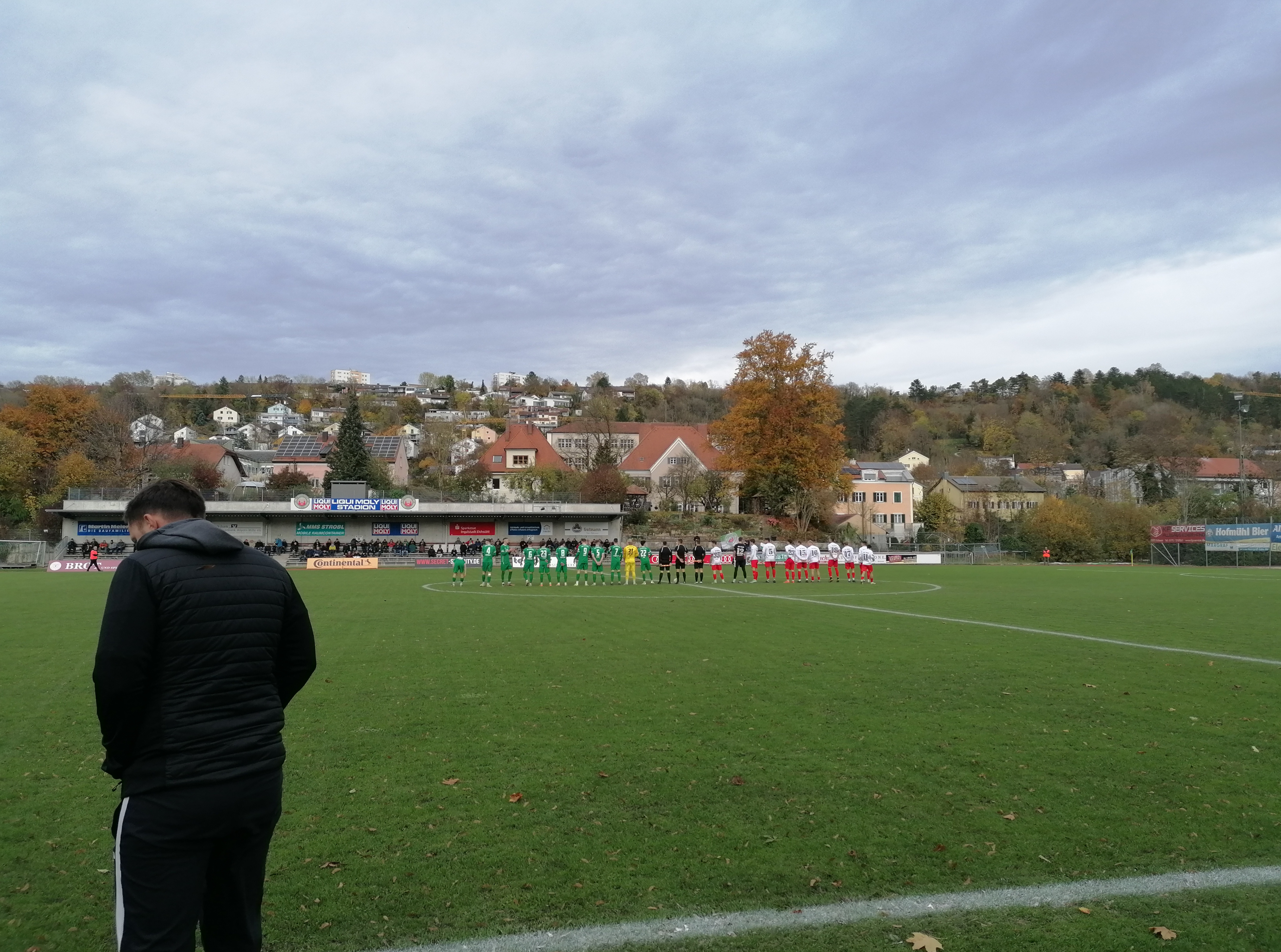
20. Spieltag der Fußball-Bayernliga Nord 2023/24; Spiel zwischen dem VfB Eichstätt und dem ASV Cham am 4. November 2023; Ergebnis: 0:0 – Mannschaftspräsentation vor dem Anstoß

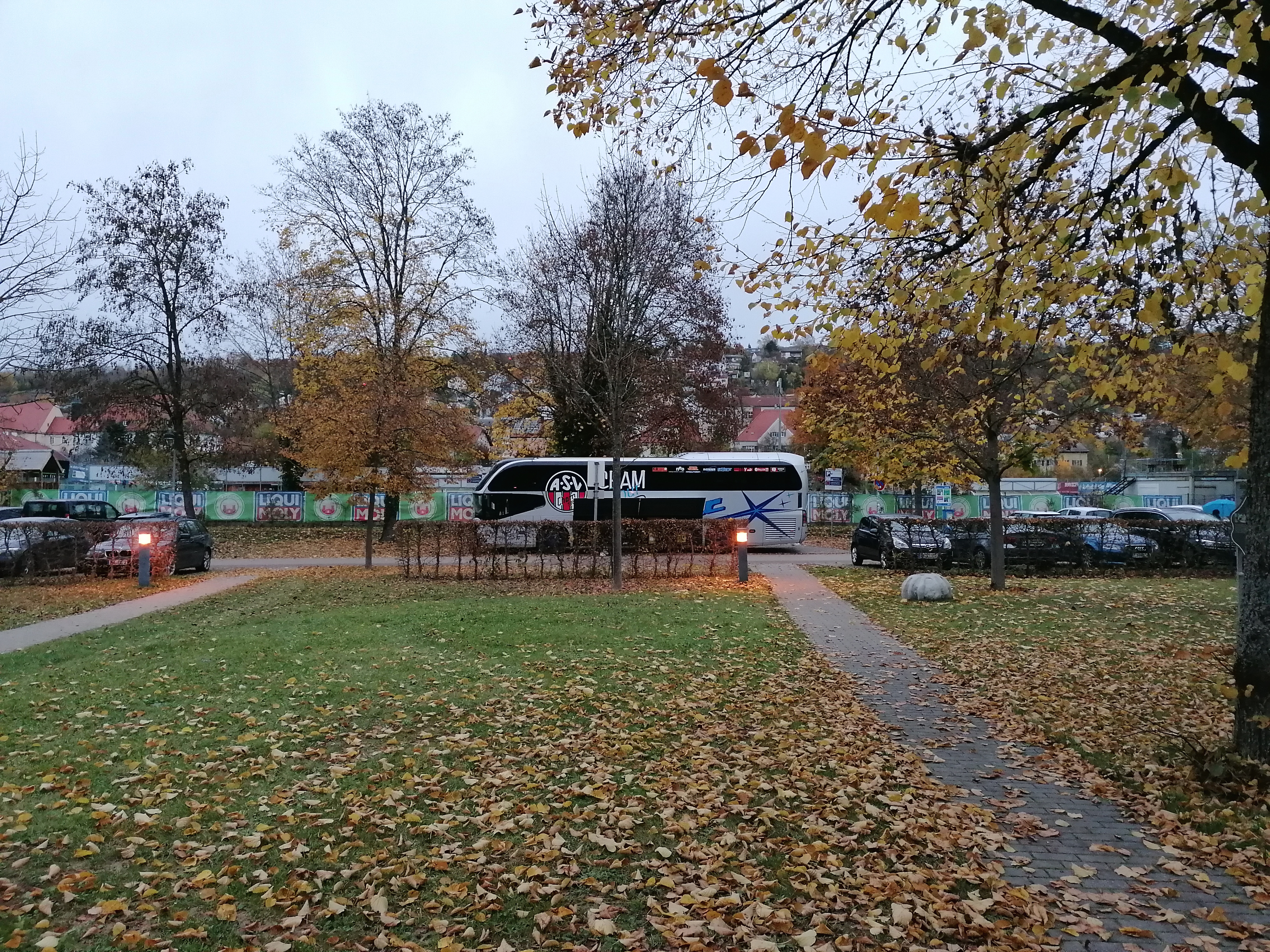
Teambus des ASV Cham

Die Fußballer schafften 1949 den Aufstieg in die Bayernliga und qualifizierten sich als Fünfte für die neu geschaffene II. Division Süd. 1951, 1956 und 1957 wurde der ASV jeweils Fünfter und erwarb sich den Ruf eines „Favoritenschrecks“. Im Jahre 1962 mussten die Chamer als Tabellenletzter in die Bayernliga absteigen. Zwei Jahre später folgte der Abstieg in die Landesliga, ehe 1968 der Abstieg in die Bezirksliga hingenommen werden musste. In den 1970er Jahren wurde der ASV Cham zu einer Fahrstuhlmannschaft zwischen Landes- und Bezirksliga. Schaffte die Mannschaft den Aufstieg in die Landesliga so musste sie entweder nach einem oder nach zwei Jahren wieder absteigen. Erst ab 1991 konnte sich der ASV in der Landesliga etablieren, ehe 2008 der Abstieg in die Bezirksoberliga folgte, aus der man nach drei Jahren wieder aufstieg. 2018/19 beendete der ASV Cham die Saison als Zweiter und trat dadurch in der Relegation zur Bayernliga an. Gegen den ASV Vach gelang mit einem 8:2-Heimsieg und einem 3:2-Auswärtssieg der Aufstieg in die Bayernliga.

### Ligazugehörigkeit
Grün unterlegte Spielzeiten kennzeichnen einen Aufstieg, rot unterlegte einen Abstieg.
| Liga    | Saison                    | Platz | Tore  | Punkte |
| ------- | ------------------------- | ----- | ----- | ------ |
| 2001/02 | Landesliga Bayern-Mitte   | 03.   | 59:32 | 60     |
| 2002/03 | Landesliga Bayern-Mitte   | 09.   | 46:43 | 46     |
| 2003/04 | Landesliga Bayern-Mitte   | 06.   | 64:52 | 50     |
| 2004/05 | Landesliga Bayern-Mitte   | 12.   | 46:44 | 42     |
| 2005/06 | Landesliga Bayern-Mitte   | 12.   | 45:57 | 49     |
| 2006/07 | Landesliga Bayern-Mitte   | 09.   | 45:53 | 56     |
| 2007/08 | Landesliga Bayern-Mitte   | 18.   | 30:67 | 23     |
| 2008/09 | Bezirksoberliga Oberpfalz | 06.   | 50:46 | 42     |
| 2009/10 | Bezirksoberliga Oberpfalz | 02.   | 61:31 | 63     |
| 2010/11 | Bezirksoberliga Oberpfalz | 01.   | 72:27 | 67     |
| 2011/12 | Landesliga Bayern-Mitte   | 13.   | 46:60 | 45     |
| 2012/13 | Landesliga Bayern-Mitte   | 03.   | 62:34 | 58     |
| 2013/14 | Landesliga Bayern-Mitte   | 08.   | 51:58 | 44     |
| 2014/15 | Landesliga Bayern-Mitte   | 04.   | 65:36 | 60     |
| 2015/16 | Landesliga Bayern-Mitte   | 05.   | 67:46 | 58     |
| 2016/17 | Landesliga Bayern-Mitte   | 03.   | 67:42 | 60     |
| 2017/18 | Landesliga Bayern-Mitte   | 04.   | 71:45 | 62     |
| 2018/19 | Landesliga Bayern-Mitte   | 02.   | 85:24 | 80     |
| 2019/21 | Bayernliga Nord           | 11.   | 33:39 | 31     |
| 2021/22 | Bayernliga Nord           | 13.   | 46:76 | 32     |
| 2022/23 | Bayernliga Nord           | 07.   | 55:52 | 49     |
| 2023/24 | Bayernliga Nord           | 07.   | 68:46 | 55     |

### Persönlichkeiten
| Name              | Jahre beim ASV Cham |
| ----------------- | ------------------- |
| Moise Bambara     | 0000–2004           |
| Thomas Brunner    | 1976–1978 (Jugend)  |
| Christoph Janker  | 1997–2001 (Jugend)  |
| Lutz Pfannenstiel | 2001–2002           |
| Wilhelm Reisinger | 0000–1976 (Jugend)  |
| Robert Vágner     | 00002008            |

## Handball
Größter Erfolg der 1928 gegründeten Handballabteilung war nach der Südbayerischen Meisterschaft 1980 die damit verbundene Qualifikation zur damals drittklassigen Handball-Bayernliga.
Die ASV-Handballer nehmen aktuell mit zwei Herrenmannschaften und acht Nachwuchsmannschaften am Spielbetrieb des Bayerischen Handballverbandes (BHV) teil. Die 1. Herrenmannschaft spielt 2025/26 in der Oberliga Bayern.

### Erfolge
| - Aufstieg in die Bayernliga (3. Liga) 1980 - Aufstieg in die Bayernliga (4. Liga) 2003 - Aufstieg in die Bayernliga (4. Liga) 2020 - Südbayerischer Verbandsligameister (4. Liga) 1980 | - Vizemeister Oberliga Nord 2025 - Südbayerischer Landesligameister 2003 - Nordbayerischer Landesligameister 2020 |